# رجالو
رجالو، روستایی از توابع بخش مرکزی شهرستان ممسنی در استان فارس ایران است.

## توضیحات
رجالو همان بهمن آباد میباشد که توسط مشهدی بهمن محمدی فرزند حسن از طایفه جاوید تیره رئیسی در سال ۱۳۳۶ بنیاد نهاده شده است

## جمعیت
این روستا در دهستان جوزار قرار دارد و براساس سرشماری مرکز آمار ایران در سال ۱۳۸۵، جمعیت آن ۴۷ نفر (۸خانوار) بوده‌است.